# بمبديون إسباني
بمبديون إسباني (الاسم العلمي:Bembidion hispanicum) هو نوع من الحشرات يتبع جنس البمبديون من فصيلة الخنافس الأرضية.